# Скарборо, Эдриан
Эдриан Скарборо (англ. Adrian Scarborough, род. 10 мая 1968, Мелтон Моубри, Англия) — британский актёр театра, кино и телевидения, двукратный обладатель премии Лоуренса Оливье, исполнивший около 30 ролей на сцене Национального театра Великобритании, регулярный участник постановок театров Алмейда и Donmar Warehouse. Первым его появлением в кино стала роль Фортнума в фильме «Безумие короля Георга» 1994 г. Впоследствии Скарборо можно было видеть в таких фильмах, как «Госфорд-парк», «Король говорит!», «Елизавета: Золотой век», «Кристофер Робин», а также в телевизионных сериалах «Вверх и вниз по лестнице», «Гэвин и Стейси», «Доктор Кто», «Сожители».